# Музей жертв политических репрессий (Баку)
Музей жертв политических репрессий — открыт в здании, в котором с 1925 года функционировали основные репрессивные органы государства: Чрезвычайная комиссия, Народный комиссариат внутренних дел и Комитет государственной безопасности. В подвале здания находились камеры содержания, следственные комнаты, места расстрела приговорённых к смертной казни . 
Экспозиция музея свидетельствует о самых печальных страницах азербайджанской истории, репрессивной политике СССР в 1920-1950-х годах, в результате которой сотни тысяч общественных и государственных деятелей, представителей науки, культуры, искусства, рядовых граждан были подвергнуты политическим репрессиям. Общее количество граждан, подвергнувшихся политическим репрессиям в 1920-1950-х годах, составило более 400 тысяч человек.

## Описание
Музей был создан 24 мая 2019 года в административном здании аппарата Государственной пограничной службы АР в рамках мероприятий, посвящённых 100-летию создания органов пограничной охраны Азербайджана. С 1925 года в этом здании функционировали основные репрессивные органы государства. В подвале здания находились камеры содержания, следственные комнаты, места расстрела приговорённых к смертной казни.
Основу экспозиции музея составляют фотографии и документы, полученные из Архива политических документов Управления делами Президента Азербайджанской Республики, Государственного архива кинофотодокументов Национального архивного управления Азербайджанской Республики, архива Службы государственной безопасности Азербайджана, а также композиции местных мастеров. Некоторые документы получены из российских архивов и  музея политических репрессий Казахстана - АЛЖИР. В процессе создания экспозиций была оказана помощь Министерством культуры и Институтом истории имени А. Бакиханова Национальной академии наук Азербайджана. 
В главном зале музея на стенде «Говорящие документы» размещены копии принятых в 1920-1930-е годы документов, являющихся свидетельством репрессий. Стенды, размещённые в основном зале музея, посвящены подвергнувшимся репрессиям азербайджанским военным деятелям, сосланным в исправительно-трудовые колонии супругам расстрелянных «врагов народа», студентам, которые правительством Азербайджанской Демократической Республики были отправлены на учёбу в вузы Европы, а после возвращения на Родину подверглись преследованиям, представителям интеллигенции. На другом стенде демонстрируются копии актов и справок о расстрелах поэта Микаила Мушфига, педагога Таги Шахбази, актёра Аббаса Мирзы Шарифзаде и др. Для воссоздания картины отношения большевиков к политическим заключённым в годы репрессий в музее методом реконструкции были восстановлены камеры содержания, карцеры, комнаты допросов и расстрела. В коридорах музея созданы композиции, символизирующие протест незаконно осуждённых и их стремление к свободе. Композиции «Пучина репрессий» и «В свете надежды» символически выражают страдания и невзгоды наших соотечественников, которые жили в тюрьмах и были изгнаны с родины.